# Nathan de Medina
Nathan de Medina (* 8. Oktober 1997 in Brüssel) ist ein belgischer Fußballspieler mit kapverdischen Wurzeln. Der Verteidiger steht in Serbien beim FK Partizan Belgrad unter Vertrag und ist ehemaliger belgischer Nachwuchsnationalspieler.

## Karriere

### Vereine
De Medina wurde unter anderem beim RSC Anderlecht ausgebildet, für den er neben der Liga auch in der UEFA Youth League zum Einsatz kam. Als Stammspieler erreichte der Innenverteidiger mit der Mannschaft im Frühjahr 2015 das Halbfinale des Wettbewerbs, wo man an Schachtar Donezk scheiterte. Ein Jahr später gelangten de Medina und die A-Junioren Anderlechts erneut in die Runde der besten 4, diesmal siegte der spätere Gewinner FC Chelsea. Im Mai 2016 war der Abwehrspieler an den letzten beiden Spieltagen der Meisterrunde erstmals für die Profimannschaft aktiv, als er für den späteren Vizemeister jeweils die volle Spielzeit auf der rechten defensiven Außenbahn bestritt.
Zur Saison 2016/17 wurde de Medina an den Zweitligisten OH Leuven verliehen. Bis Januar 2017 spielte er sechzehnmal von Beginn an, bis er sich eine Adduktorenverletzung zuzog und vorzeitig nach Anderlecht zurückkehrte. Nach Absolvierung der Supercuppartie, bei der der Abwehrspieler aber nicht im Kader stand, wurde dieser an den Ligakonkurrenten Royal Excel Mouscron verkauft. Nach anfänglichen Schwierigkeiten kam de Medina ab dem 13. Spieltag regelmäßig in der Startelf zum Einsatz, musste mit der Mannschaft aber um den Klassenerhalt spielen. Die Saison 2018/19 verpasste de Medina bis auf zwei Spiele infolge mehrerer Verletzungen komplett, im Folgejahr setzte ihn der neue deutsche Cheftrainer Bernd Hollerbach in 22 Ligaspielen auf verschiedenen Defensivpositionen im 4-3-3-System ein.
Im Sommer 2020 unterschrieb der Belgier einen Dreijahresvertrag beim deutschen Bundesligaaufsteiger Arminia Bielefeld. Dort sollte er auf der rechten defensiven Außenbahn den gewechselten Jonathan Clauss ersetzen. Diese Rolle füllte aber dann hauptsächlich Cédric Brunner aus, weshalb de Medina lediglich fünfmal in der Startelf aufgeboten wurde. Die Arminia kassierte gemeinsam mit Freiburg und Hertha BSC die wenigsten Gegentreffer in der unteren Tabellenhälfte, in der man am Saisonende letztendlich mit zwei Punkten Vorsprung auf den Relegationsrang auf Rang 15 rangierte.
Im August 2022 wurde de Medina vom Zweitligisten Eintracht Braunschweig bis zum 30. Juni 2023 verpflichtet.
Anfang September 2023 wechselte er nach Serbien zum Erstligisten FK Partizan Belgrad.

### Nationalmannschaft
De Medina spielte viermal für Nachwuchsteams des KBFV.